# Jax, Haute-Loire
Jax là một xã thuộc tỉnh Haute-Loire nam trung bộ nước Pháp. Xã Jax, Haute-Loire nằm ở khu vực có độ cao trung bình 1010 mét trên mực nước biển.